# Johann Christoph Koch von Gailenbach
Johann Christoph Koch von Gailenbach (* 1653 oder 1654; † 26. März 1717) war ein Augsburger Patrizier und Kaufmann.

## Leben
Johann Christoph Koch war einer von zwei Söhnen von Johannes Koch von Gailenbach (1614–1693) und Sabina Lotter (1620–1676) und hatte außerdem vier Schwestern. Seine Familie hatte ihren Sitz auf Schloss Gailenbach in Edenbergen und war 1654 von Kaiser Ferdinand III. nobilitiert („Koch von Gailenbach“) und in das Augsburger Patriziat aufgenommen worden.
Johann Christoph heiratete am 25. Juni 1681 Susanne Helene von Scheidlin (1666–1746). Sein älterer Bruder Johann Matthias Koch von Gailenbach (1646–1713), ein Mitglied des Geheimen Rates, erbte zunächst Schloss Gailenbach, musste dieses aber nach missglückten Grundstücksspekulationen an Johann Christoph verkaufen. Nach seinem Tod im Jahre 1717 erbte sein Sohn Markus Christoph Koch von Gailenbach (1699–1768), späterer Kaiserlicher Rat und Reichsvogt zu Augsburg, das Schloss und den dazugehörigen Gutshof Gailenbach.

## Familie
⚭ 25. Juni 1681 Susanne Helene von Scheidlin (1666–1746):
1. Markus Christoph Koch von Gailenbach (1699–1768):
Kaiserlicher Rat und Reichsvogt zu Augsburg
2. Susanna Helena Koch von Gailenbach († 1771)[5]:
Ehefrau von Melchior Langenmantel (⚭ 16. März 1733), dann von Anton Friedrich von Paris (⚭ 25. November 1743)[6]